# Salvador de Moxó y Quadrado
Salvador de Moxó Cuadrado (1780-1817) fue un militar español, caballero de la Orden de Alcántara y capitán general provisional de Venezuela entre junio de 1815 y julio de 1817.
El 2 de junio de 1815, el brigadier José Ceballos reemplazó a Pablo Morillo mientras duró su ausencia por motivo de la campaña de pacificación sobre Nueva Granada. Moxó quedó como comandante de la 1.ª división para guarnecer la Capitanía General, entrando ambos en conflicto de autoridad. A continuación, Moxó fue gobernante titular desde el 4 de julio de 1816 hasta julio de 1817 cuando por problemas de salud pidió a la Real Audiencia la designación del brigadier Juan Bautista Pardo para reemplazarlo. Falleció en Caracas pocos días después.
| Predecesor: José Ceballos (interino) | Capitán general de Venezuela 4 de julio de 1816 - 8 de julio de 1817 | Sucesor: Juan Bautista Pardo |